# Golpe de Estado na Argentina em 1976
O Golpe de Estado na Argentina em 1976 foi um golpe de estado de direita que derrubou Isabel Perón como Presidente da Argentina em 24 de março de 1976. Uma junta militar foi implantada para substituí-la. Era chefiada pelo Tenente General Jorge Rafael Videla, Almirante Emilio Eduardo Massera e Brigadeiro-General Orlando Ramón Agosti. O processo político iniciado em 24 de março de 1976, tomou a denominação oficial de Processo de Reorganização Nacional, e a junta, embora não com seus membros originais, permaneceu no poder até o retorno da democracia em 10 de dezembro de 1983. Dada a perseguição sistemática de uma minoria social, o período foi classificado como um processo genocida. Isso foi estabelecido nas sentenças de julgamentos por crimes contra a humanidade.
O golpe de estado estava sendo planejado desde outubro de 1975, e o Departamento de Estado dos Estados Unidos tomou conhecimento dos preparativos dois meses antes de sua execução. Henry Kissinger se reuniu várias vezes com líderes das Forças Armadas argentinas após o golpe, instruindo-os a eliminar seus oponentes rapidamente, antes que os protestos sobre abuso dos direitos humanos aumentassem nos Estados Unidos.

## Antecedentes
Quando o presidente Juan Domingo Perón morreu de causas naturais em 1 de julho de 1974, ele foi sucedido por sua esposa e vice-presidente, María Estela Martínez de Perón, também conhecida como "Isabelita". Apesar de sua reivindicação como legítima governante do país, ela rapidamente perdeu seriedade política e poder. Um grupo de oficiais militares, encarregados por Perón de auxiliar o vice-presidente, assumiu o controle em um esforço para revitalizar a deterioração do clima político e social da Argentina. Essa mudança na governança abriu caminho para o golpe que se seguiu.
Em 5 de fevereiro de 1975, foi lançado a Operação Independencia. Essa intervenção ao estilo vietnamita visava eliminar os guerrilheiros das selvas de Tucumán, que mantinham redutos na área desde maio de 1974. Em outubro, o país foi dividido em cinco zonas militares, com cada comandante tendo total autonomia para desencadear uma onda de repressão.
Em 18 de dezembro, vários aviões de guerra decolaram da Base Aérea de Morón e metralharam a Casa Rosada na tentativa de derrubar Isabel Perón. A rebelião foi interrompida quatro dias depois por arbitragem de um capelão.
No entanto, os militares conseguiram remover o único oficial que permaneceu leal ao governo, o comandante da Força Aérea, Héctor Fautario. Fautario recebeu duras críticas do Exército e da Marinha por sua veemente oposição aos seus planos repressivos e por sua recusa em mobilizar a Força Aérea contra os redutos da guerrilha no norte. Fautario foi o último obstáculo de Videla em sua busca pelo poder.
Em janeiro de 1976, a presença guerrilheira em Tucumán foi reduzida a alguns pelotões. Enquanto isso, os militares, totalmente apoiados pela elite local e pelos Estados Unidos, aguardaram antes de tomar o poder.

## Golpe de Estado
Pouco antes da 1h00 da manhã, a presidente Martínez de Perón foi detida e levada de helicóptero à residência de El Messidor. Às 03h10, todas as estações de televisão e rádio foram interrompidas. As transmissões regulares foram cortadas e substituídas por uma marcha militar, após a qual o primeiro comunicado foi transmitido:
[...] As pessoas são informadas de que, a partir de hoje, o país está sob o controle operacional do General Conjunto das Forças Armadas. Recomendamos a todos os habitantes o estrito cumprimento das disposições e diretrizes emanadas das autoridades militares, de segurança ou policiais, e que sejam extremamente cuidadosos para evitar ações e atitudes individuais ou coletivas que possam exigir uma intervenção drástica do pessoal operacional. Assinados: General Jorge Rafael Videla, Almirante Emilio Eduardo Massera e Brigadeiro Orlando Ramón Agosti.
Um estado de sítio e lei marcial foram implementados, conforme o patrulhamento militar se espalhou por todas as grandes cidades. A manhã foi aparentemente sem intercorrências, mas à medida que o dia avançava, as detenções se multiplicavam. Centenas de trabalhadores, sindicalistas, estudantes e ativistas políticos foram sequestrados de suas casas, locais de trabalho ou nas ruas.

## Eventos posteriores
A Junta assumiu o poder executivo até 29 de março, quando Videla foi designado presidente. O Congresso foi dissolvido e uma entidade conhecida como Comissão Consultiva Legislativa (Comision de Asesoramiento Legislativo - CAL) assumiu uma função legislativa.
Ativistas de direitos humanos afirmam que, após o golpe e a Guerra Suja que se seguiu, cerca de 30 000 pessoas, principalmente jovens oponentes do regime militar, foram "desaparecidos ou mortos". Os militares responsáveis pelos assassinatos muitas vezes pouparam mulheres grávidas por algum tempo, mantendo-as sob custódia até o parto, antes de matá-las e dar seus filhos a famílias de militares sem filhos. Kissinger garantiu privativamente ao regime militar que eles teriam o total apoio do governo dos Estados Unidos em sua guerra e ações associadas, uma promessa que foi contestada pelo embaixador dos Estados Unidos na Argentina na época, Robert Hill.
A ditadura contou com a cumplicidade dos setores civil e eclesiástico, portanto costuma se caracterizar como uma ditadura cívico-militar-empresarial.
A Junta permaneceu no poder até a eleição de Raúl Alfonsín como Presidente da Argentina, em dezembro de 1983. O aniversário de 24 de março do golpe é agora designado na Argentina como o Dia da Memória pela Verdade e Justiça.